# 五味相生の譬
五味相生の譬（ごみそうしょうのたとえ）とは、仏教における大乗の涅槃経に出てくる譬えである。五味の譬え、あるいは醍醐の譬えなどともいう。釈迦が衆生の機根（性格や教えを受け入れられる器）を見極め、順序だてて教えを段階的に説いたことを表し、涅槃経こそが最後にして最高であると説いた経文である。

## 涅槃経
「牛より乳を出し、乳より酪（らく）を出し、酪より生蘇（しょうそ）を出し、生蘇より熟酥（じゅくそ）を出し、熟酥より醍醐を出す、醍醐は最上なり。もし服する者あらば、衆病皆除く……仏もまたかくの如く、仏より十二部経を出し、十二部経より修多羅（しゅたら）を出し、修多羅より方等経を出し、方等経より般若波羅蜜を出し、般若波羅蜜より大涅槃経を出す……」（「譬如從牛出乳 從乳出酪 從酪出生蘇 從生蘇出熟蘇 從熟蘇出醍醐 醍醐最上 若有服者 衆病皆除 所有諸藥、悉入其中 善男子 佛亦如是 從佛出生十二部經 從十二部経出修多羅 從修多羅出方等経 從方等経出般若波羅蜜 從般若波羅蜜出大涅槃 猶如醍醐 言醍醐者 喩于佛性」）とある。
これが醍醐味の語源として仏教以外でも広く一般に知られるようになった。

## 智顗の解釈
天台宗の智顗が登場すると、この五味を五時八教の教相判釈に配当し、仏の真意は既に法華経で明かされた、として涅槃経はその法華経の会座に漏れた機根の低い者のために同じことを再度説いただけ、として法華経が優れている事を強調した。それによって涅槃宗は単なる学派化していたこともあり、智顗の教学面と実践力という両面にかなわず、天台宗に併合されてしまった。ただし、これは、単に宗派としての存亡についてのみ、論じるのではなく、その内容によって、論じるべきであるという考えもある。
また、一方、しかしあくまでも、涅槃経におけるこの譬喩（たとえ）は、本来はあらゆる大乗経典の中で涅槃経が最も後であり優れたものである、ということを説いたものであると強く主張し、智顗の聡明なる閃きは素晴らしいものがあるも、法華優位の立場から涅槃経を判じるその解釈については、やや牽強付会（けんきょうふかい）であった、という指摘が仏教学者の一部においても提示されている。ただし、その「牽強付会」は、結果としては、その当時の潮流であった、涅槃宗の衰退（智顗の出現以前はほとんど衰退の極にあったという指摘がある）を智顗の説によって、捃拾教として、摂し入れ、涅槃経（大乗）そのものの、過激的思想（謗法者の殺害、法華経よりも過激な排他的記述）があるものの、文字通り、落ち穂拾いとしての経として、仏教をすべての衆生の救いをめざすものとする「だめ押し」としての経文に高めたとも言える。